# Петлякова, Елизавета Романовна
Елизавета Романовна Петлякова (род. 5 декабря 2003 года, Липецкая область) — российская спортсменка, борец вольного стиля. Призёрка чемпионатов России. Двукратная вице-чемпионка мира среди юниоров. Мастер спорта международного класса.

## Происхождение
Елизавета воспитанница липецкой спортивной школы № 9. Пришла на секцию вольной борьбы в 8 лет, ее первым тренером был Сергей Яковлев С сентября 2017 года Лиза живет и тренируется в Санкт-Петербурге.

## Спортивная карьера
Первые результаты пришли в 2015 году, где она выиграла всероссийский турнир в Рязани. В 2017 и 2018 годах стала бронзовой медалисткой первенств России среди кадеток. В 2019 году стала финалисткой международного турнира среди кадетов в Таллине, в 2020 году выиграла серебряную медаль на первенстве России среди кадеток и серебряную медаль первенства России среди юниоров. В 2021 году стала победительницей первенства России среди юниоров и отобралась на первенство Европы, где Петлякова принесла в копилку сборной России бронзовую медаль в весовой категории до 68 кг. На первенстве мира в Уфе Петлякова стала финалисткой. Весной 2022 года снова выиграла первенство России среди юниоров в Надыме (ЯНАО). Летом 2022 года пришла третьей на взрослом чемпионате России. Осенью 2022 года выступила на гран-при «Александр Медведь» в Минске, уступив лишь в финале своей соотечественнице Вусале Парфианович. В апреле 2023 года снова стала победительницей первенства России среди юниорок в Мамадыше (Татарстан). В июне 2023 года на Чемпионате России Петлякова проиграла в первом же круге Наталье Федосеевой из Кемеровской области и потеряла шанс на медаль. В августе 2023 года дошла до финала первенства мира среди юниоров в Иордании.  В ноябре 2023 года стала третьей на гран-при "Александр Медведь", который прошёл в Минске. В январе 2024 года Елизавета выиграла бронзовую медаль на кубке Ивана Ярыгина в Красноярске. В мае 2024 года она стала третьей на чемпионате России в весе до 68 кг. В мае 2024 года впервые стала победительницей первенства Европы до 23 лет, одолев в финале украинку Манолу Скобельскую. В июне 2024 году она была допущена для участия на Олимпийские игры в Париже, но в связи бойкотированием федерации спортивной борьбы России утратила шанс на участия. В сентябре 2024 года стала победительницей первенства России до 23 лет в весе до 62 кг. В январе 2025 года выиграла бронзовую медаль на Кубке Ивана Ярыгина в Красноярске. В апреле 2025 года принимала участие в чемпионате Европы в Братиславе, где в весовой категории до 68 кг уступила в первом же поединке украинке Маноле Скобельской.

## Спортивные достижения
Взрослый уровень
- 2022, 2024 Чемпионат России — ;
- 2022 Лига Поддубного 2 — ;
- 2022 Гран-при Александр Медведь — ;
- 2024, 2025 Кубок памяти Ивана Ярыгина — ;

Юниорский уровень
- 2021, 2022, 2023 Первенство России среди юниоров — ;
- 2021 Первенство Европы — ;
- 2021, 2023 Первенство мира — ;
- 2023 Гран-при Александр Медведь — ;
- 2024 Первенство Европы до 23 лет — ;
- 2024 Первенство России до 23 лет — ;